# Hormisa pupillaris
Hormisa pupillaris är en fjärilsart som beskrevs av Augustus Radcliffe Grote 1873. Hormisa pupillaris ingår i släktet Hormisa och familjen nattflyn. Inga underarter finns listade i Catalogue of Life.